# Campo Sant'Alvise
Campo Sant'Alvise è un campo di Venezia situato nel sestiere di Cannaregio, fuori dai grandi percorsi turistici, per cui rimane ancora molto veneziano.
La denominazione del campo e della chiesa deriva dal nome di San Ludovico di Tolosa.
Vi si trovano la Chiesa di Sant'Alvise e il monastero: costruito assieme alla chiesa, oggi occupato dalle suore Canossiane.